# Il Vajont di tutti. Riflessi di speranza
Il Vajont di tutti. Riflessi di speranza è una pièce teatrale, scritta, diretta ed interpretata da Andrea Ortis. È una produzione Mic International Company in coproduzione con il Teatro Stabile Friuli Venezia Giulia.

## Trama
Il narratore, interpretato da Andrea Ortis, accompagna il pubblico attraverso una ricostruzione storica degli eventi legati alla costruzione della diga del Vajont. La narrazione si articola alternando due ambienti scenici: lo studio dell’ingegnere Carlo Semenza, progettista della diga e responsabile del dipartimento di idraulica della SADE, e l’abitazione di Tina Merlin, giornalista impegnata nella tutela delle comunità montane coinvolte. Il narratore fornisce un quadro storico del secondo dopoguerra, affrontando temi come le trasformazioni economiche, sociali e tecnologiche di un Paese che desidera il riscatto e l'emancipazione, pur tuttavia il racconto non tralascia le tradizioni secolari delle comunità montane con le loro radici dialettali e popolari. Le proiezioni animate integrano la narrazione con materiali documentali relativi agli anni ’40, ’50 e ’60, includendo eventi chiave e figure storiche rilevanti.
Gli attori che interpretano Carlo Semenza e Tina Merlin mettono in scena episodi cruciali che, attraverso flashback, rievocano i momenti più significativi della vicenda includendo le fasi del processo, la verità che ne è emersa e le sentenze definitive. Questa struttura alternata consente una ricostruzione dettagliata e cronologicamente precisa degli eventi che colpirono il territorio del Vajont in Friuli Venezia Giulia.

## Approfondimento narrativo
Il Vajont di tutti. Riflessi di speranza, per i temi trattati, è una storia del passato ma che può essere declinata al presente poiché spazia su vari temi come il profitto senza scrupoli, il mancato rispetto delle norme di sicurezza e le connivenze tra impresa e politica. Il racconto va a collegarsi ad altre tragedie italiane come Sarno, Viareggio, San Giuliano di Puglia, Amatrice, L’Aquila e Rigopiano tutte caratterizzate da interventi irresponsabili sull’ambiente e che, con la mancanza di controlli adeguati, hanno contribuito a disastri che sarebbero stati evitabili e fra i quali rientra la  tragedia del Vajont del 1963 in cui persero la vita oltre duemila persone. Nel 2022, in collaborazione con il Comune di San Giuliano di Puglia e l’Associazione genitori dei bambini di San Giuliano, in occasione del ventesimo anniversario del terremoto che causò la morte di ventisette bambini e una maestra, Il Vajont di tutti. Riflessi di speranza è stato replicato in versione con orchestra nel comune di San Giuliano di Puglia.

## Allestimento e repliche
La proiezione di video è curata da Virginio Levrio e Mariano Soria mentre l'allestimento vocale è di Elisa Dal Corso.
La prima rappresentazione dell'opera è andata in scena nel 2015 ed è stata replicata nel 2017, nel 2019, nel 2022 e nel 2023.
Nel 2023, l'anteprima nazionale è stata rappresentata il 7 ottobre sulla Diga del Vajont, in occasione delle celebrazioni per l'anniversario dei sessant'anni del disastro.  Lo spettacolo è stato realizzato con il patrocinio del Comune di Longarone, Comune di Erto e Casso, Fondazione “Vajont 9 ottobre 1963”, Associazione Culturale “Tina Merlin“ e la prima nazionale è andata in scena al Politeama Rossetti di Trieste.

## Cast

### Cast 2015 - 2017 - 2019
- Narratore - Andrea Ortis
- Ing. Carlo Semenza - Aldo Gioia
- Tina Merlin - Mariateresa Spina
- Residente della zona - Sara Petrella
- Residente della zona - Eros Antonelli
- Residente della zona - Mariacarmen Iafigliola

### Cast 2022
- Narratore - Andrea Ortis
- Ing. Carlo Semenza - Michele Renzullo
- Tina Merlin - Selene Demaria
- Residente della zona - Elisa Dal Corso
- Residente della zona - Jacopo Siccardi
- Residente della zona - Mariacarmen Iafigliola

### Cast 2023
- Narratore - Andrea Ortis
- Ing. Carlo Semenza - Michele Renzullo
- Tina Merlin - Selene Demaria
- Residente della zona - Elisa Dal Corso
- Residente della zona - Jacopo Siccardi
- Residente della zona - Mariacarmen Iafigliola

## Analisi critica
- Il torrente narrativo di Ortis scorre sul proscenio: il suo è uno storytelling puntualissimo nei contenuti – sostenuti anche da una storica e tecnica documentazione visiva – e nostalgicamente poetico nel sentire più profondo. È un senso della memoria, il suo, forgiato da un desiderio di fedele testimonianza che si vena di accenti di quel lirico languore proprio di chi ha vissuto quell’attraversamento tra il prima e il dopo e che avverte viscerale la consapevolezza che l’uomo tende a smarrire l’intimo legame a sentirsi in armonia con la natura.[8]
- °Il Vajont di tutti, riflessi di speranza’ è un viaggio nel tempo, ma anche nel dolore delle persone che sono rimaste e nelle coscienze di chi assiste alle tragedie senza fare nulla." [9]
- “Il Vajont di tutti, riflessi di speranza” è una commistione di musica, teatro di narrazione, dialoghi, proiezioni che ci fa riflettere e riflette una speranza che si rialza dal fango depositato dal dolore. Una melma che appesantisce ogni passo, che rende difficile la lotta, che sembra sommergere tutto finché la speranza della giustizia lascia posto al coraggio di non avere paura, proprio come quello di Tina Merlin, unica giornalista che lotterà fino all’ultimo, attraverso le sue parole, per urlare la verità che i “grandi progettisti” hanno preferito tacere. [10]